# Kevin Melgar
Kevin Rolando Melgar Cárdenas (ur. 19 listopada 1992) – panamski piłkarz, który gra w klubie Alianza FC na pozycji bramkarza.